# 萨穆埃尔·波尔松
萨穆埃尔·波尔松（瑞典語：Samuel Påhlsson，1977年12月17日—），瑞典男子冰球运动员。他曾代表瑞典参加2006年和2010年冬季奥林匹克运动会冰球比赛，其中2006年奥运会获得一枚金牌。